# Pelidnota pallidipennis
Pelidnota pallidipennis är en skalbaggsart som beskrevs av Bates 1904. Pelidnota pallidipennis ingår i släktet Pelidnota och familjen Rutelidae. Inga underarter finns listade i Catalogue of Life.